# Lymantria lacteipennis
Lymantria lacteipennis este o specie de molii din genul Lymantria, familia Lymantriidae, descrisă de Collenette 1933 Conform Catalogue of Life specia Lymantria lacteipennis nu are subspecii cunoscute.